# Discografia degli Shaman
Questa voce contiene l'elenco della discografia della band brasiliana prog metal Shaman dagli esordi sino ad oggi.

## EP
- 2001 - Demo

## Album in studio
- 2002 - Ritual
- 2005 - Reason
- 2007 - Immortal

## Singoli
- 2002 - Fairy Tale
- 2003 - For Tomorrow
- 2005 - Innocence

## Album dal vivo
- 2003 - Ritualive